# MEPIS
MEPIS Linux — дистрибутив, основан на Debian GNU/Linux. Представляет собой LiveCD с возможностью установки на жёсткий диск, причём инсталлятор может урезать существующие разделы NTFS (и не только).
MEPIS использует репозиторий Debian.

## Отличия отDebian
- MEPIS — это LiveCD.
- MEPIS имеет собственную простую в использовании программу установки с графическим интерфейсом и централизованную программу настройки параметров системы.
- MEPIS включает несколько собственнических программ, не входящих в официальный репозиторий пакетов Debian из-за своих лицензий: Sun Microsystems JRE, Macromedia Flash, RealPlayer и Adobe Reader.
- Debian поддерживает большее количество архитектур, тогда как MEPIS до 6-й версии поддерживал только x86.

## Отличия отUbuntu
- Рабочее окружение основано на KDE, а не на GNOME или Unity.
- Используется другой набор ПО.
- Имеется собственная программа установки и настройки.